# Karl Jäger (Maler)

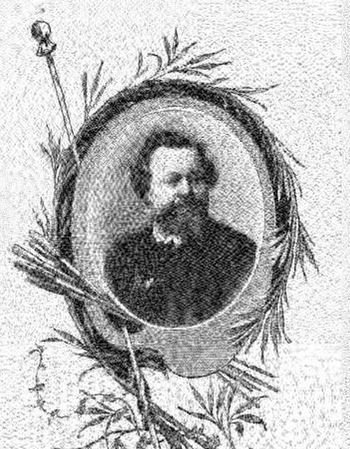
Karl Jäger

Karl Jäger, auch Carl oder K. Jaeger oder Jäger (* 17. Oktober 1833 in Nürnberg; † 5. Dezember 1887 ebenda), war ein Radierer, Genre-, Historien- und Bildnismaler. Er lehrte Zeichnen an der Kunstgewerbeschule Nürnberg nach Akt und Antike.

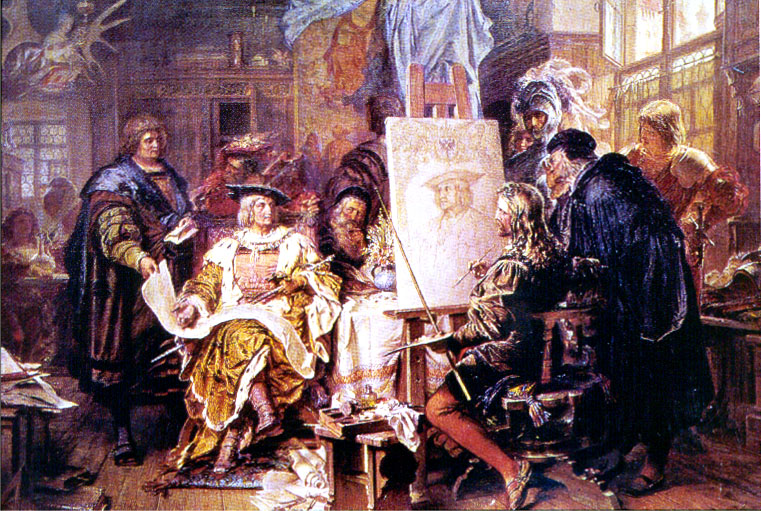
Porträtsitzung Kaiser Maximilians in der Werkstatt Albrecht Dürers (1882–86)

## Werdegang
Jäger war der unehelicher Sohn des Porzellanmalers Johann Jäger. Er war ein Schüler von Johann Andreas Engelhard und an der Nürnberger Kunstgewerbeschule bei Albert Christoph Reindel und August von Kreling. Später studierte er auch an der Münchner Akademie.
1859 schuf er die Radierung Erinnerung an die Nürnberger Schillerfeier 1859. 1861 malte er aus Anlass des deutschen Sängerbundfestes in Nürnberg an Pirckheimers Haus Darstellungen zur Blütezeit Nürnbergs und am Albrecht-Dürer-Haus zur Geburt Dürers. Ab 1865 erarbeitete Jäger gemeinsam mit A. Müller und Th. Pixis die Illustrationen zu Schillers Werken, sechs Kreidekartons, herausgegeben von Friedrich Bruckmann, München. Für denselben Verlag schuf er 1870/71, als Grisaille-Malereien, zwölf Brustbilder deutscher Komponisten (erschienen als Galerie deutscher Tondichter, mit Text von E. Hanslick sowie Einbandzeichnungen und Vignetten von F. Wanderer), sowie sieben Brustbilder von deutschen Dichtern und zwölf von deutschen Kaisern.
1882 bis 1886 malte er für das Nürnberger Rathaus sein Hauptwerk, Porträtsitzung in der Werkstatt Albrecht Dürers.
Jäger war seit dem 9. April 1860 mit Maria Kunigunde Margaretha (geborene Bauer, † 1872) verheiratet, das Paar hatte einen Sohn. Seine Frau war die Schwester des Kupferstechers Johann Tobias Bauer (1827–1883). Er war Ehrenmitglied des Freien Deutschen Hochstifts in Frankfurt am Main und erhielt den St. Michaelsorden sowie die goldene Medaille für Kunst und Wissenschaft. Er wurde am 7. Dezember 1887 auf dem Johannisfriedhof in Nürnberg beigesetzt.

## Werke (Auswahl)
Er fertigte unter anderem Porträts dieser 12 Komponisten:
- Johann Sebastian Bach
- Georg Friedrich Händel
- Christoph Willibald Gluck
- Joseph Haydn
- Wolfgang Amadeus Mozart

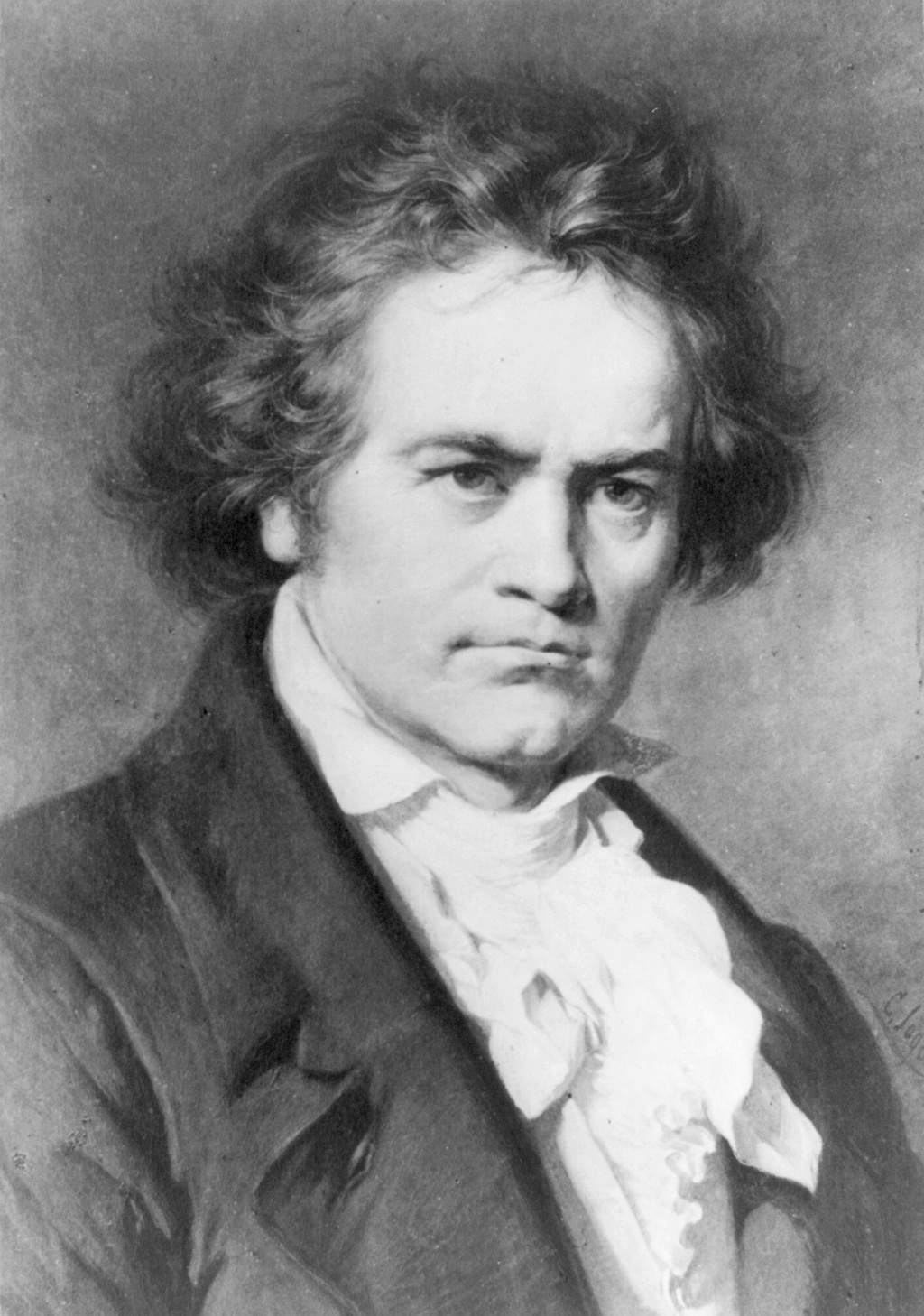
Ludwig van Beethoven
- Franz Schubert
- Carl Maria von Weber
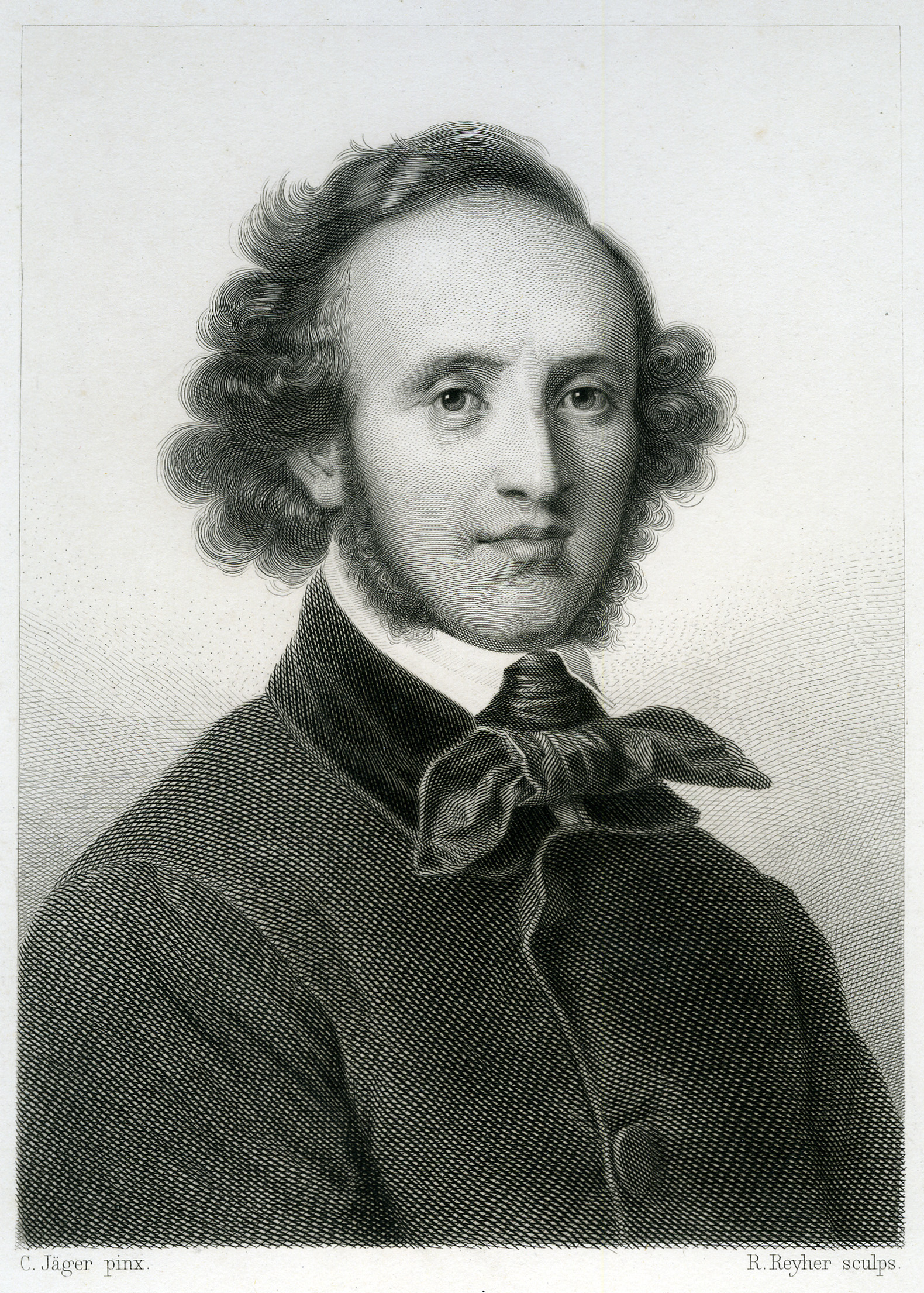
Felix Mendelssohn Bartholdy
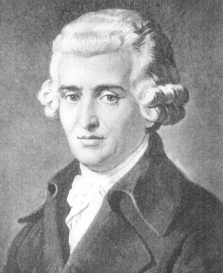
Joseph Haydn

- Robert Schumann
- Jacob Meyerbeer
- Richard Wagner

- Ludwig van Beethoven
- Felix Mendelssohn Bartholdy
- Joseph Haydn